# Llinars del Vallès
Llinars del Vallès és una vila i municipi de la comarca del Vallès Oriental. Forma part de la zona geogràfica del Baix Montseny. El terme municipal s'estén des dels contraforts meridionals del Massís del Montseny fins a la Serralada Litoral. L'agricultura de secà predomina sobre el regadiu, el qual prolifera només a la vora del riu Mogent. Els boscos són majoritàriament mediterranis (pinedes i alzinars) tot i que a la Serralada Litoral també hi abunden les rouredes i les suredes.

## Geografia
- Llista de topònims de Llinars del Vallès (Orografia: muntanyes, serres, collades, indrets..; hidrografia: rius, fonts...; edificis: cases, masies, esglésies, etc).

El terme municipal s'estén aproximadament des del Turó dels Castellans al SO fins a Sant Joan de Sanata al NE i des del límit amb Cardedeu al NO fins al Dolmen de Pedrarca al SE.
| Cardedeu           | Sant Antoni de Vilamajor | Sant Pere de Vilamajor, Santa Maria de Palautordera |
| La Roca del Vallès |                          | Vilalba Sasserra                                    |
|                    | Dosrius i Canyamars      |                                                     |

| Entitat de població | Habitants (2024) |
| Llinars del Vallès  | 9.235            |
| Sant Josep          | 1.042            |
| Collsabadell        | 154              |
| Sant Carles         | 88               |
| el Pla Moretó       | 74               |
| Sanata              | 65               |
| el Coll             | 41               |
| Font: Idescat       |                  |

| 1497 f | 1515 f | 1553 f | 1717 | 1787 | 1857  | 1877  | 1887  | 1900  | 1910  |
| ------ | ------ | ------ | ---- | ---- | ----- | ----- | ----- | ----- | ----- |
| 64     | 73     | 83     | 524  | 866  | 1.143 | 1.228 | 1.282 | 1.274 | 1.462 |

| 1920  | 1930  | 1940  | 1950  | 1960  | 1970  | 1981  | 1990  | 1992  | 1994  |
| ----- | ----- | ----- | ----- | ----- | ----- | ----- | ----- | ----- | ----- |
| 1.373 | 1.790 | 1.735 | 1.853 | 2.230 | 3.528 | 4.693 | 5.420 | 5.665 | 5.665 |

| 1996  | 1998  | 2000  | 2002  | 2004  | 2006  | 2008  | 2010  | 2012  | 2014  |
| ----- | ----- | ----- | ----- | ----- | ----- | ----- | ----- | ----- | ----- |
| 6.040 | 6.468 | 6.877 | 7.363 | 7.834 | 8.425 | 8.839 | 9.170 | 9.477 | 9.536 |

| 2016  | 2018  | 2020   | 2022   | 2024   | 2026 | 2028 | 2030 | 2032 | 2034 |
| ----- | ----- | ------ | ------ | ------ | ---- | ---- | ---- | ---- | ---- |
| 9.717 | 9.838 | 10.018 | 10.205 | 10.740 | -    | -    | -    | -    | -    |

## Comunicacions
Llinars del Vallès és en un indret privilegiat que sempre ha estat via de pas. Actualment, a Llinars es pot accedir per les carreteres C-251 (Granollers-Llinars, la C-35 (Parets del Vallès-Llagostera, la B-510 (Llinars-Argentona) i la BV-5107 (Llinars-La Garriga). Els accessos 10 i 11 de l'autopista AP-7 donen servei al municipi malgrat que no estan dins del terme municipal.
Pel que fa al transport públic, l'Estació de Llinars del Vallès, al centre de la vila, dona servei cada mitja hora amb Barcelona i Sant Celoni, encara que els dies festius la freqüència és d'una hora. Diferents línies d'autobús de la companyia Sagalés comuniquen amb els municipis propers i també amb Barcelona.
La bona comunicació, sobretot per carretera, ha provocat que el sòl industrial del municipi no hagi deixat de créixer en els darrers anys, actualment hi ha tres polígons industrials: Collsabadell, Can Prat i  Mogent, aquest darrer també inclou la zona que es coneix com A7 Llinars Park.

## Història
L'entorn de Llinars està habitat des de la prehistòria, i encara hi ha com a testimoni restes arquitectòniques com el Dolmen de Pedrarca (2200 aC - 1800 aC) o el Poblat ibèric del Far que estava habitat el segle v aC.
Els romans també van habitar Llinars, com a mostra hi ha la via romana, que creuava el Vallès i que va permetre l'arribada a la zona dels conreus de cereal, vinya i olivera.Una altra construcció que es conserva és la Torre del Moro (la Torrassa), una torre de vigilància a 415 m sobre el nivell del mar a la serralada litoral.
El nom a l'època romana era "Praetorio", el nom de Llinars apareix per primera vegada l'any 919.
La campanya d'Almansor del 982 el va dur a Catalunya on va conquerir el castell de Munt Fariq (el Castell del Far) de camí a Girona. De retorn va conquerir Wutina (Òdena) 
El 16 de desembre de 1808, en el marc de la Guerra del Francès va tenir lloc la batalla de Llinars, en què el general Joan Miquel de Vives i Feliu va intentar aturar l'exèrcit de Laurent Gouvion Saint-Cyr que baixava a socórrer a Guillaume Philibert Duhesme que estava patint el bloqueig de Barcelona, i que va acabar amb la victòria del Primer Imperi Francès. Durant la postguerra de la Guerra Civil Espanyola i la segona meitat del segle xx s'ha anat dibuixant la fisonomia del Llinars actual: l'arribada de fluxos migratoris (primer de la resta de la península Ibèrica i recentment de l'Amèrica Llatina i el nord d'Àfrica) i el creixement urbanístic del poble amb nous habitatges i serveis.

## Llocs d'interès

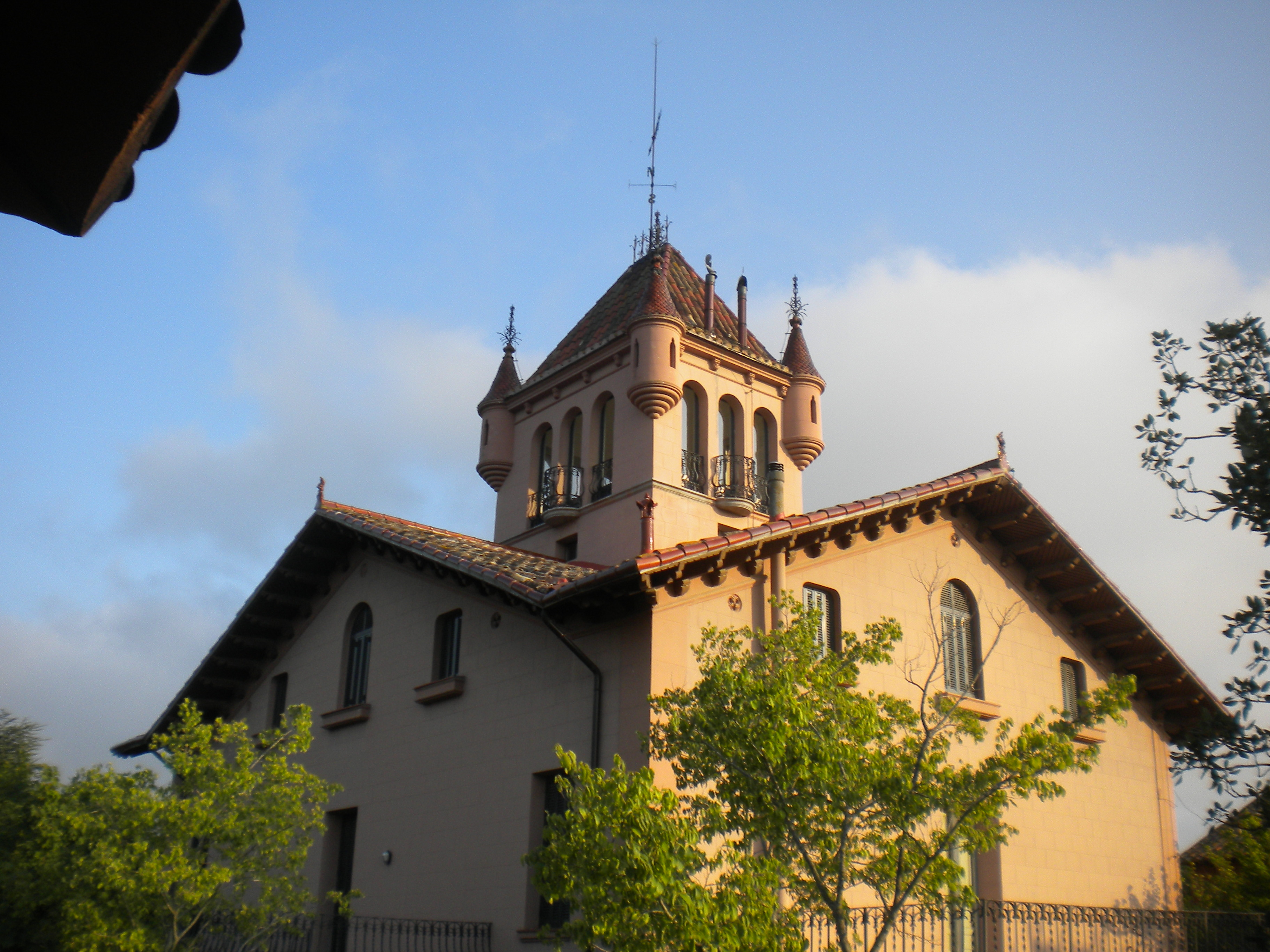
Casa modernista de Can Bordoi, seu del Museu de Can Bordoi

- La Torrassa del Moro (segle ii aC),[2] considerat un Bé Cultural d'Interès Nacional.
- El Poblat ibèric del Far
- El Castellnou de Llinars[3]
- El Castell del Far, conegut com a Castell Vell, ja que va ser enderrocat per un terretrèmol l'any 1448 i actualment només hi queda el fossar i la capella.
- El Museu de Can Bordoi que compta amb una gran col·lecció de restes arqueològiques del Castell del Far
- El Museu de Joan Pla i Gras
- El Dolmen de Pedrarca, una construcció funerària de planta rectangular amb una gran llosa de coberta que data del Neolític.
- L'escultura del drac de la plaça dels Països Catalans, situat davant del Pavelló municipal d'esports, de l'escultor local Joaquim Camps.
- Teatre Auditori de Llinars (TA), de l'arquitecte Álvaro Siza Vieira

Una iniciativa popular projecta reconstruir la torre de la Miranda, la casa modernista de Damià Mateu i Bisa, de 1906 feta malbé durant la Guerra Civil espanyola i enderrocada el 1962. De l'escola gaudiniana, es desconeix oficialment l'autor, si bé part del projecte i la direcció d'obra són de Francesc Berenguer i Mestres. Els terrenys ja han estat cedits per l'Ajuntament en un lloc molt pròxim a la ubicació original.

## Festivitats i activitats
- Festa major: s'inicia prop del 8 de setembre (festivitat de la Mare de Déu del Prat, patrona de la localitat) i sol finalitzar l'11 de setembre.
- Ball de gitanes (matí de diumenge de Carnaval) organitzat per la Colla Giola, fundada l'any 1991.[5]

- Veniu a mi. La Passió de Llinars del Vallès (els dos caps de setmana anteriors a la Setmana Santa). Representació de La Passió de Crist.

## Administració
| Període     | Alcalde o alcaldessa                               | Partit polític | Data de possessió | Observacions |
| ----------- | -------------------------------------------------- | -------------- | ----------------- | ------------ |
| 1979–1983   | Josep Carbonell Rivalta / Julián Barrantes Miranda | CIU            | 19/04/1979        | --           |
| 1983–1987   | Julían Barrantes Miranda                           | CIU            | 28/05/1983        | --           |
| 1987–1991   | Joan Masuet Puxeu                                  | ERC            | 30/06/1987        | --           |
| 1991–1995   | Joan Casellas Novell / Joan Masuet Puxeu           | PSC / ERC      | 15/06/1991        | --           |
| 1995–1999   | Joan Masuet Puxeu                                  | ERC            | 17/06/1995        | --           |
| 1999–2003   | Enric Roca Ramon / Joan Casellas Novell            | CIU / PSC      | 03/07/1999        | --           |
| 2003–2007   | Martí Pujol i Casals                               | ERC            | 14/06/2003        | --           |
| 2007–2011   | Martí Pujol i Casals                               | ERC            | 16/06/2007        | --           |
| 2011–2015   | Martí Pujol i Casals                               | ERC            | 11/06/2011        | --           |
| 2015–2019   | Martí Pujol i Casals                               | ERC            | 13/06/2015        | --           |
| 2019-2023   | Martí Pujol i Casals                               | ERC            | 15/06/2019        | --           |
| Des de 2023 | n/d                                                | n/d            | 17/06/2023        | --           |

## Mitjans de comunicació
No existeix cap mitjà de comunicació estrictament local tret de la pàgina web de l'Ajuntament. L'any 2006 van finalitzar les emissions de les emissores de Ràdio i Televisió municipals per decisió del consistori. L'emissora de ràdio va ser una de les primeres que va sortir en antena al Vallès Oriental al final de la dècada dels 70 i el canal de televisió va iniciar les seves emissions en proves a principis dels 90, finalment i després d'uns anys de llarga agonia i havent perdut les emissions regulars, els dos mitjans van enfosquir a l'estiu del 2006.
Una publicació escrita anomenada "Giolari" va precedir als dos mitjans anteriors, actualment i com a testimoni només queda una publicació que edita l'Institut d'Ensenyament Secundari Giola i que porta el nom de l'antic rotatiu. Els llinassencs i llinassenques per informar-se de les notícies locals que no cobreixen els grans mitjans utilitzen publicacions d'abast comarcal com el 9 Nou o la Revista del Vallès a l'espera de nous mitjans de masses com els que han arribat amb la TDT.

## Vilatans destacats
- Jordi Moners i Sinyol (1933 - Llinars del Vallès, 2019), polític, filòleg, traductor i editor.
- Josep Maria Salrach i Marès (Llinars del Vallès, 1945 - 2025) historiador medievalista i catedràtic.